# Leptogorgia flammea
Leptogorgia flammea is een zachte koraalsoort uit de familie Gorgoniidae. De koraalsoort komt uit het geslacht Leptogorgia. Leptogorgia flammea werd in 1786 voor het eerst wetenschappelijk beschreven door Ellis & Solander. 